# H.460
H.460 是 H.323 的 ITU 延伸標準。H.460發表於2005年, 是一系列的標準規格，包含有 H.460.17, H.460.18 和 H.460.19, 專門用來處理視訊系統穿透防火牆與NAT，不需要借助任何中介客户端便可進行連接。